# Alfred Ramos González
Alfred Ramos González (Castelló de la Plana, 1951) és mestre, investigador i escriptor.
Durant els anys setanta del segle XX formà part del cinema independent valencià i, amb Joan Vergara, va escriure i dirigir els curtmetratges Terres d'arròs (1972) i Carles Salvador: Elogi d'un xiprer (1979). És també coautor del guió del documental València: Un passeig en el temps, produït el 1989 per l'Ajuntament de València.
Membre fundador de l'Associació per a la Correspondència i la Impremta Escolar (ACIES) i el Moviment Cooperatiu d'Escola Popular del PV (MCEP-PV), va participar en l'organització de les primeres Escoles d'Estiu del País Valencià (1976-78). Els seus treballs com a professional de l'ensenyament inclouen els llibres de llengua Sambori (1980), Raïm de pastor (1983) i les sèries Baladre (1986-1987), Alimara (1992-1994) i Ortografia. Treball sistemàtic (1995-1997).
Una part de la seua tasca com a escriptor, en col·laboració amb Francesc Martínez, s'ha centrat a estudiar la premsa local i comarcal en les obres La premsa local i comarcal de l'Horta Sud (1997), Les cartelleres de l'Horta Sud (2002) i Temps de foscor: La premsa de l'Horta Sud en el franquisme (2003). Participà també en els llibres col·lectius Mirades sobre l'Horta Sud (2005), L'escola que hem viscut (2005) i 23F, vint-i-cinc anys després (2006).
Com a autor de creació ha publicat El llibre de Pau (1976), amb Mª Victòria Navarro, El fantasma del carrer Cavallers (1998) i Presoners a les Torres de Quart (2020). Ha escrit vora quatre-cents articles en publicacions com ara Papers de l'Horta, Que y donde, Levante-EMV, El Punt, El Temps, Mètode i la revista Saó, de la qual és membre del consell de redacció i responsable de la secció de cinema. Va ser director de la revista Celobert (1993-98) i director literari d'Edicions del Bullent (1993-97), Abril Edicions (1998-2009) i la col·lecció Estudis Locals Pont Vell editada per l'Ajuntament de Picanya (1997-2011).
Ha rebut els premis Joanot Martorell (1978), Raquel Payà (1990) i, amb Francesc Martínez, el VI Premi d'Investigacions de l'Horta Sud (1996) i Benvingut Oliver d'Investigació Històrica (2002). Així com la Medalla de Plata de la Vila de Picanya (2003), el Premi Guaix d'Escola Valenciana (2011), XVII Jaume I de l'Alcúdia (2012), Baldiri Reixac (2015) i Joan Lluís Vives (2020).
Ha estat comissari de les exposicions: Vint anys de premsa local i comarcal de l'Horta Sud (1976-1996), amb Francesc Martínez, organitzada en 1996 per l'Ideco de l'Horta Sud; Centenari de Célestin Freinet (1896-1996), amb Ferran Zurriaga i Albert Dasí, organitzada pel MCEP.PV en 1996; 50 Anys, construint una escola en valencià (2017), amb Ferran Zurriaga i Pilar Calatayud, organitzada pel CMJF, amb el suport de l'Acadèmia Valenciana de la Llengua; Jorge Mistral.Centenari (1920-2020), organitzada per l'Ajuntament d'Aldaia en 2020; Carme Miquel: Una mestra del País (2023), amb Carmen Agulló, Adela Costa, Mercé Viana i Alexandra Usó, entre d'altres, organitzada per Escola Valenciana.
Pel que fa a la pedagogia Freinet és autor d'Els mestres valencians de la CETEF (Cooperativa Espanyola de la Tècnica Freinet) 1933-1939, La revista Escola (1965-1969) i Mestres de la impremta. El moviment Freinet valencià (1931-1939), amb aquest darrer llibre ha guanyat el Premi Baldiri Reixac 2015 en la modalitat d'estudi, recerca i assaig pedagògic, concedit per la Fundació Lluís Carulla de Barcelona. També cal esmentar La represa del moviment Freinet (1964-1974), coordinat amb Ferran Zurriaga, que va rebre el premi Joan Lluís Vives (2020), en la categoria de millor llibre de ciències socials, arts i humanitat atorgat per la Xarxa Vives d'Universitats, i L'Escola Moderna: el moviment Freinet Valencià (1962-1977), editat per la Universitat Jaume I de Castelló de la Plana.
Ha estat president de l'Institut d'Estudis Comarcals de l'Horta Sud (IDECO), 2016-21. Actualment és membre de la Junta Directiva de la FEDINES (Federació d'lnstituts d'Estudis del País Valencià) i de l'IDECO de l'Horta Sud. És president del Centre d'Estudis Locals (CEL) de l'Ajuntament de Picanya.

## Obres
- El llibre de Pau, 1976, amb Mª Victòria Navarro i Tere Pitxer, ISBN 84-85104-01-3, Edicions l'Estel.[10]
- Sambori, 1980, amb Adela Costa i Marisa Lacuesta, ISBN 84-00-04671-4, Institució Alfons el Magnànim.
- Raïm de pastor, 1983, amb Marisa Lacuesta, ISBN 84-7575-007-9, Gregal LLibres.
- Baladre, 1986-1987, amb Josep Franco, ISBN 84-294-2504-7, Editorial Santillana
- Alimara, 1992-1994, amb Josep Franco i Mercé Viana, ISBN, 84-87938-16-7, Edicions Voramar
- La premsa local i comarcal de l'Horta Sud, 1997, amb Francesc Martínez, ISBN 84-923325-0-6, Ideco de l'Horta Sud.[7]
- El fantasma del carrer Cavallers, 1998, ISBN 84-923712-5-0, Abril Edicions.
- Temps de foscor: La premsa de l'Horta Sud en el franquisme (1939-1975), 2003, ISBN 84-86787-82-3, amb Francesc Martínez, Ajuntament de Catarroja.[8]
- Ciclisme en la sang, 2007, DL V3065-2005, Edicions Pont Vell de l'Ajuntament de Picanya.[14]
- Carles Salvador. Elogi a un xiprer, 2010, amb Joan Vergara,  ISBN 978-84-92768-44-8, Denes Editorial.
- Els mestres valencians de la CETEF (Cooperativa Espanyola de la Tècnica Freinet), 2014. ISBN 978-84-96839-61-8, Universitat de València.[12]
- Mestres de la impremta. El moviment Freinet valencià (1931-1939), 2015. ISBN 978-84-16356-38-6.[12][13]
- La represa del moviment Freinet (1964-1974), 2019, ISBN 978-84-17900-27-4, Universitat Jaume I de Castelló de la Plana.
- Presoners a les Torres de Quart (Contes per a tu)), 2020, ISBN 978-84-949087-7-4, Perifèric Edicions.
- L'Escola Moderna: el moviment Freinet Valencià (1962-1977), 2022, ISBN 978-84-18951-64-0, Universitat Jaume I de Castelló de la Plana.
- Educación. Revista infantil mensual de Benissa (1933), 2024, amb Pere Cabrera i Manuel Juan, ISBN 978-84-88140-22-7, Ajuntament de Benissa.